# Tommaso Maria Ferrari
Tommaso Maria Ferrari (né le 2 décembre 1649 à Casalnuovo en Campanie, alors dans le royaume de Naples, et mort à Rome le 20 août 1716) est un cardinal italien de la fin du XVIIe siècle et du début du XVIIIe siècle. Il est membre de l'ordre des dominicains.

## Biographie
Tommaso Maria Ferrari est lecteur de philosophie dans les couvents de Naples et de Bologne et il est nommé maître de son ordre en 1677. À Rome, il est un ami intime du cardinal Antonio Pignatelli, le futur pape Innocent XII. En 1688, Ferrari est nommé maître du palais apostolique.
Le pape Innocent XII le crée cardinal lors du consistoire du 12 décembre 1695. Il est préfet de la Congrégation de l'Index et camerlingue du Sacré Collège en 1704 et 1705.
Ferrari participe au conclave de 1700, lors duquel Clément XI est élu pape.

### Sources
- Fiche du cardinal sur le site fiu.edu